# Jennifer Digbeu
Jennifer Digbeu, född den 14 april 1987 i Lyon, Frankrike, är en fransk basketspelare som tog OS-silver i dambasket vid olympiska sommarspelen 2012 i London.